# Edward Babák

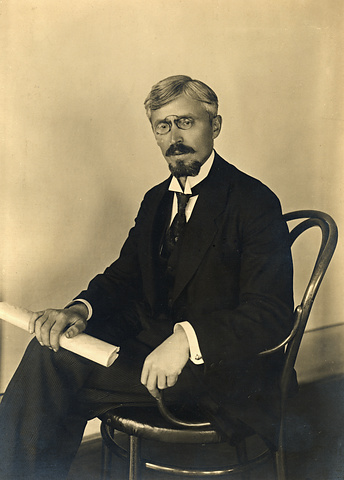
Edward Babák

Edward Babák (* 8. Juni 1873 in Smidary bei Nový Bydžov; † 29. Mai 1926 in Brno) war tschechischer Physiologe. Er beschäftigte sich ebenfalls mit allgemeiner Biologie und der seelischen Entwicklung von Kindern.

## Leben
Von 1884 bis 1892 besuchte Babák das Gymnasium in Jičín und begann nach 1893 das Studium der Medizin und Physiologie an der Prager Universität. 1898 wurde er Assistent bei Professor František Mareš am Physiologischen Institut. 1903 begann er als Dozent für allgemeine Physiologie an der Karls-Universität, 1919 wurde Babák zum ordentlichen Professor und am 16. April 1923 zum MVDr. honoris causa ernannt. Von 1919 bis 1921 war er gleichzeitig Rektor an der tiermedizinischen Hochschule, später Rektor der pädagogischen Hochschule, Dekan der Medizinischen Fakultät, Rektor der Masaryk-Universität in Brünn und Leiter des physiologischen und biologischen Instituts, dessen Gründer er war.
Babák gründete auch die biologische Gesellschaft und den Ärzteverein in Brünn, den mährischen naturwissenschaftlichen Verein, die Maurer-Loge in Brünn sowie die Gesellschaft der Kinderforschung. Er schrieb für die Zeitschrift Příroda (Natur) und gilt als Mitbegründer der Zeitschrift Akvaristický obzor. Er war korrespondierendes Mitglied der Tschechischen Akademie der Wissenschaften, des Nationalrats der Forscher und korrespondierendes Mitglied des königlichen böhmischen Vereins der Wissenschaften.
In seinen wissenschaftlichen Arbeiten beschäftigte er sich vor allem mit Physiologie und Morphologie. Weltruf erreichte er durch seine Forschungsergebnisse im Bereich der Physiologie der Atmung.

## Bibliographie
Neben rein wissenschaftlichen Büchern schrieb er auch populär-wissenschaftliche Literatur zur Bewegung und Sport. Seine philosophischen Werke setzten sich mit der damaligen biologischen Lehre auseinander.

### Bücher
- O teorii vývojové, 1904
- Psychologické učebnice dra F. Krejčího po stránce biologické, 1905
- Tělověda. Základy morfologie a fysiologie člověka I–II, 1908
- O proměnách energií u živých těl, 1917
- O výživě, 1922
- Úvod do biologie dítěte, 1926.
- Handbuch der vergleichenden Physiologie, 1912–13

### Zeitschriftenbeiträge
- O činnosti mozku a nervové soustavě vůbec, ČM 1901
- Pojem biologie, Časopis čes. lékařů 1901
- O teorii vývojové, Časopis čes. lékařů 1905
- Filosofické důsledky novodobé biologie, RF 1925.

### Vorwort
- Henri Bergson: Duše a tělo, 1927.

## Biographie
- Babák Edward. In: Österreichisches Biographisches Lexikon 1815–1950 (ÖBL). Band 1, Verlag der Österreichischen Akademie der Wissenschaften, Wien 1957, S. 40.
- Mihajlo Rostohar: Babák filosofické a psychologické názory, Biologické listy 1926
- Životopis E. Babák, Biologické listy 1926
- Ferdinand Pelikán: E. Babák, RF 1926
- Mihajlo Rostohar: Vzpomínky na prof. Babáka, Časopis čes. lékařů 1926
- Mihajlo Rostohar: Babák psycholog, A. Novák: E. B. spisovatel, sb. Památce E. B., 1927
- Pavel Bravený: Český fyziolog E. Babák (1873–1926), Brněnská věda a umění meziválečného období (1918–1939)
- Jiří Pulec, Jiřina Kalendovská: E. Babák a LF MU, Universitas 1993
- Pavel Bravený, Zdeněk Franc: E. Babák, 1997.